# Blaufelden
Blaufelden es un municipio alemán perteneciente al distrito de Schwäbisch Hall de Baden-Wurtemberg.

## Localización
Se ubica sobre la carretera 290, a medio camino entre Bad Mergentheim y Crailsheim, unos 15 km al noreste de la capital distrital Schwäbisch Hall.

## Historia
Se conoce la existencia de la localidad desde 1157. En la Edad Media perteneció a la Casa de Hohenlohe y al burgraviato de Núremberg, pasando posteriormente a pertenecer al principado de Ansbach. En 1806 fue incluida en el reino de Baviera, pero una rectificación de fronteras hizo que en 1810 pasase al vecino reino de Wurtemberg. El municipio actual fue creado entre 1972 y 1975 mediante la fusión de los municipios de Blaufelden, Billingsbach, Wittenweiler, Wiesenbach, Gammesfeld y Herrentierbach.

## Demografía
A 31 de diciembre de 2017 tiene 5270 habitantes.